# 祖国功労勲章
祖国功労勲章（そこくこうろうくんしょう、独: Vaterländischer Verdienstorden, VVO）は、ドイツ民主共和国（東ドイツ）における名誉勲章の一つ。金賞、銀賞、銅賞の三段階で贈呈された。
同勲章は1954年に制定された。党指導部により、社会生活のさまざまな分野で卓越した業績を上げた人々や機関に授与されることとなった。

## 概要

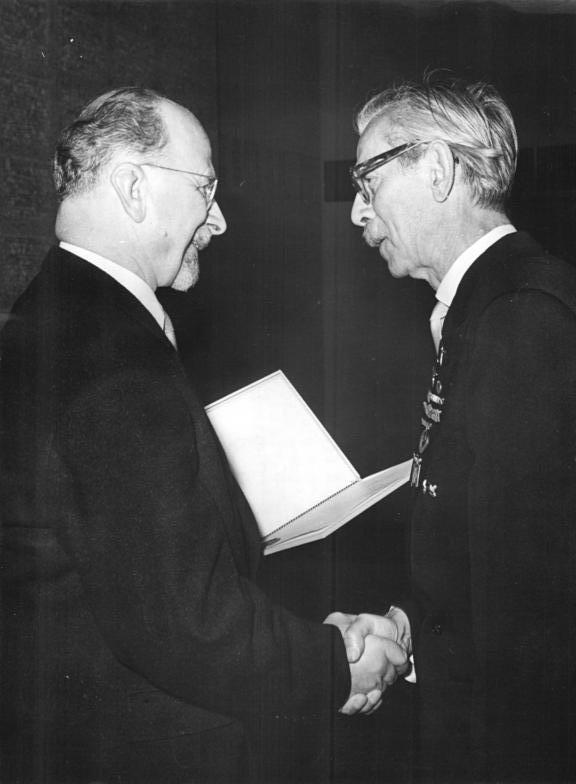
画家のオットー・ナーゲルに祖国功労勲章（ゴールド）を授与するヴァルター・ウルブリヒト（1964年）

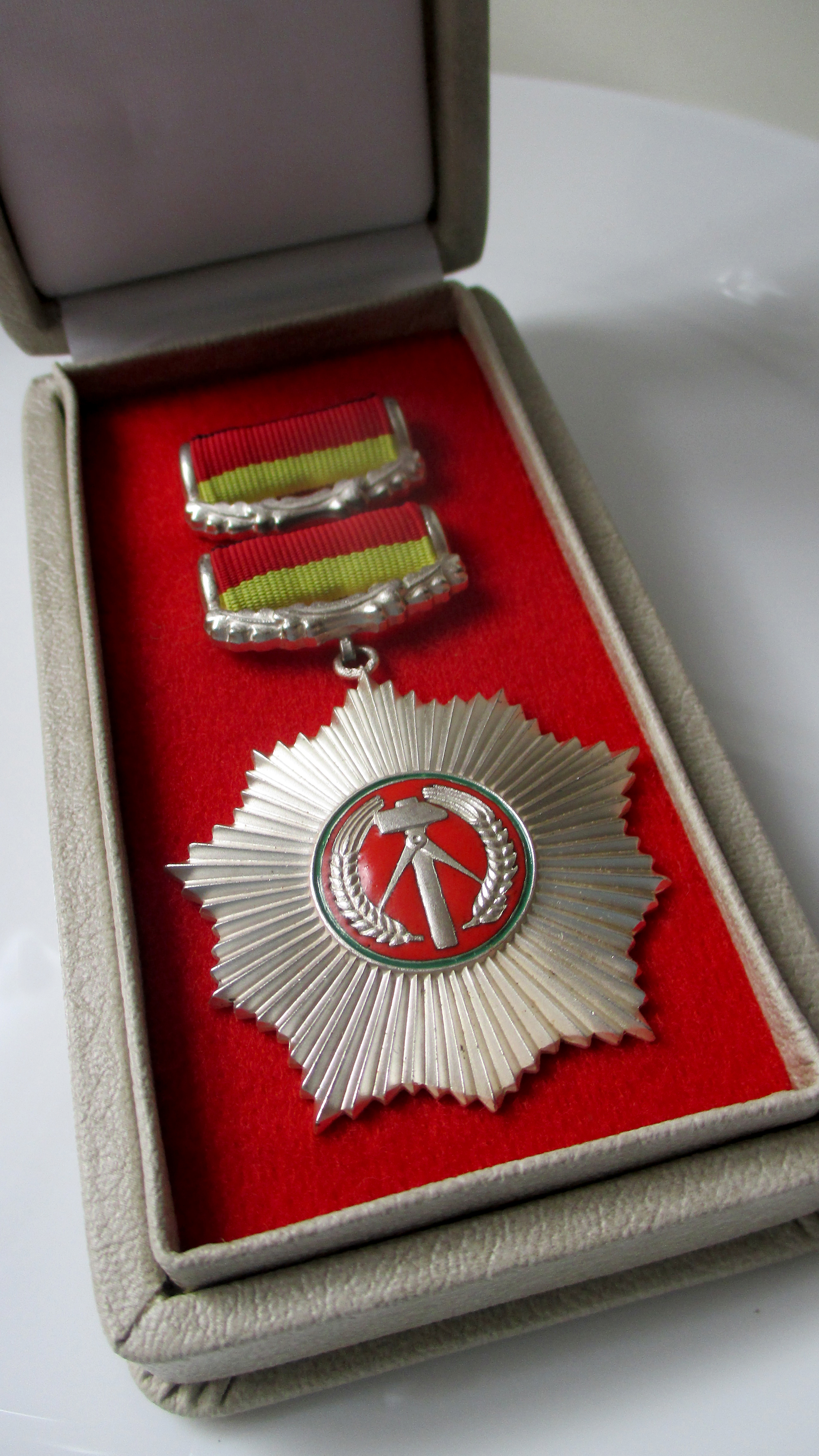
祖国功労勲章（シルバー）

## 主な受賞者
- ワシーリー・チュイコフ元帥（ソ連邦元帥）
- パウラ・ヘルトヴィヒ（生物学者、政治家）
- クラウス・ケステ（体操選手）
- カタリナ・ヴィット（フィギュアスケート選手）